# Ablaberoides dentilabris
Ablaberoides dentilabris är en skalbaggsart som beskrevs av Lansberge 1886. Ablaberoides dentilabris ingår i släktet Ablaberoides och familjen Melolonthidae. Inga underarter finns listade i Catalogue of Life.